# Koekjesbrug
De Koekjesbrug (brug nr. 170) is een bouwkundig kunstwerk op de grens van Amsterdam-Centrum en Amsterdam-West.

## Geschiedenis en ligging
De vaste brug is gelegen in de doorgaande route Nieuwe Passeerdersstraat naar de Bosboom Toussaintstraat en overspant daarbij de Singelgracht. Voordat hier een brug kwam voer er sinds 1879 een veerpontje. In 1884 kwam er een houten voetbrug, die in 1896/1897 vervangen werd door een ruim 3 meter brede ijzeren brug. Deze moest in verband met toenemend verkeer van en naar de westelijke stadsuitbreiding vervangen worden. Het ijzerwerk en de pijlers werden gespaard en zijn in 1911 hergebruikt voor de vervanging van de voetbrug over de Singelgracht bij de Korte 's-Gravesandestraat (brug 131), die ook enige tijd de naam Koekjesbrug droeg. 
In 1911 kwam er een nieuwe brug bestaande uit ijzeren liggers steunend gemetselde landhoofden en twee ijzeren jukken in kruisverband op brugpijlers. De brug is sinds 10 oktober 1995 een gemeentelijk monument. Het ontwerp kwam (mede) van Wichert Arend de Graaf, ingenieur werkend voor de Dienst der Publieke Werken. Het westelijk talud naar de brug is verwerkt in het rijdek van de Nassaukade, dat hier dus niet waterpas ligt. Desalniettemin is de helling naar de brug vanuit het westen vrij steil.
De Graaf moest voor deze plaats nog een kunstwerk integreren. In het oostelijke landhoofd is het westelijk eind te zien van een duiker. Deze stenen duiker biedt ruimte aan een ondergronds kanaal (93 meter lang en drie meter breed) die onder de Nieuwe Passeerderstraat loopt tussen een doodlopend eind Lijnbaansgracht en de Singelgracht. Die duiker sloot ook al aan op de brug versie 1896/1897. Het deel van de duiker/het kanaal aan de zijde van de Lijnbaansgracht onder de Marnixstraat werd rond 1975 gesloopt en vervangen door een dichte kademuur.
Het is een mooie, oude brug, en de naam vind ik ook mooi, voor een brug. Iedere keer als ik eroverheen kom, mompel ik hem even.— Martin Bril, over de Koekjesbrug, 2007

## Naam
De oudst bekende vermelding van de naam Koekjesbrug dateert van 24 april 1886 (artikel in Algemeen Handelsblad).
Over de naam doen een drietal theorieën de ronde:
- de brug is vernoemd naar een koekjesman die hier in de omgeving zijn waren uitventte;
- de naam komt van de chocoladekoekjes die in een nabijgelegen cacaomolen werden verkocht;
- de naam komt van de tuinder dhr. Pannekoek die een lapje grond naast de brug bezat.

De nabijgelegen gebouwen De Krakeling (1978) en De Makroon (2015) verwijzen in hun naam naar de Koekjesbrug.

## Afbeeldingen

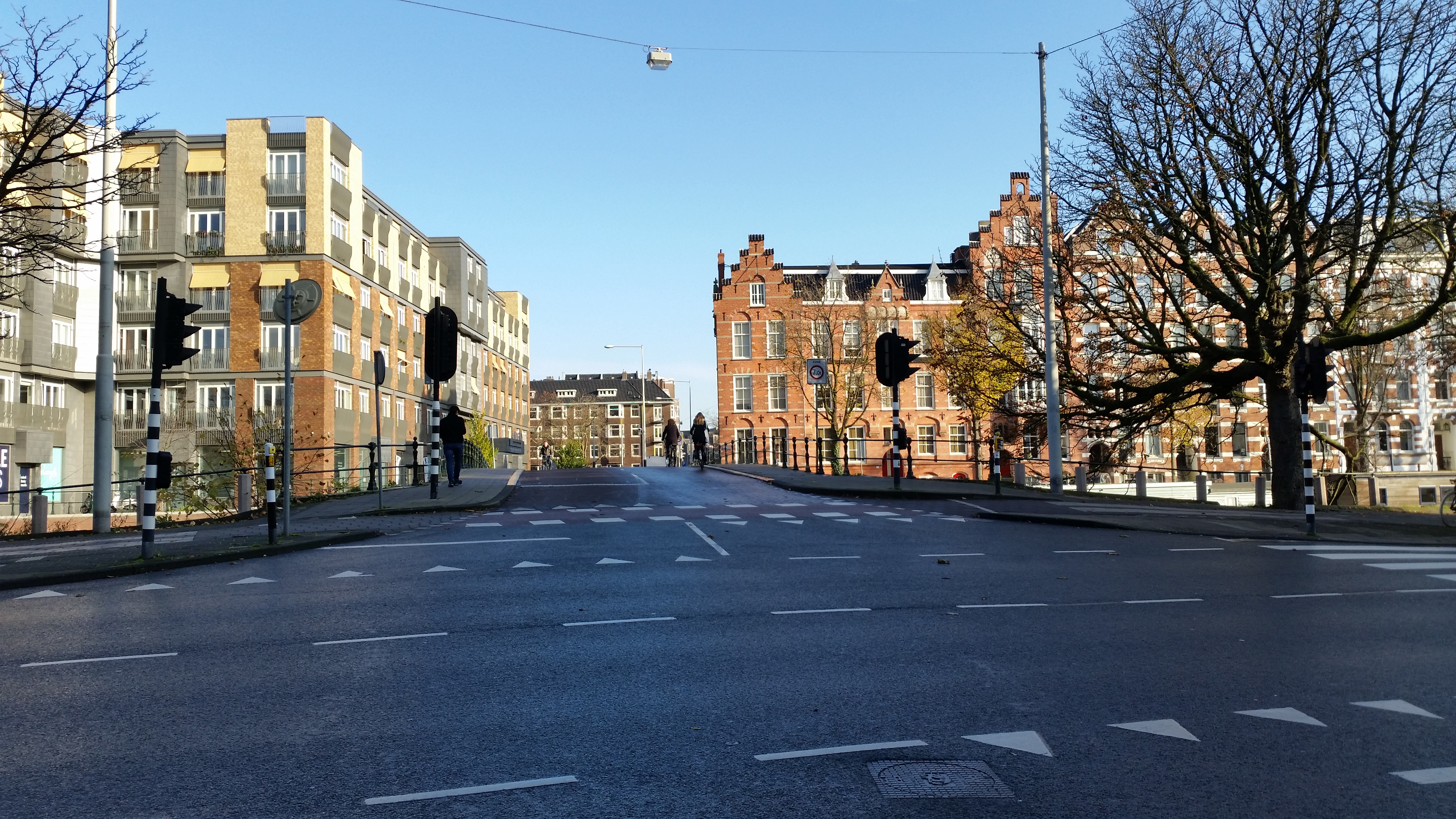
Talud naar Koekjesbrug met op de achtergrond De Makroon (links) en De Krakeling (rechts) (november 2019)
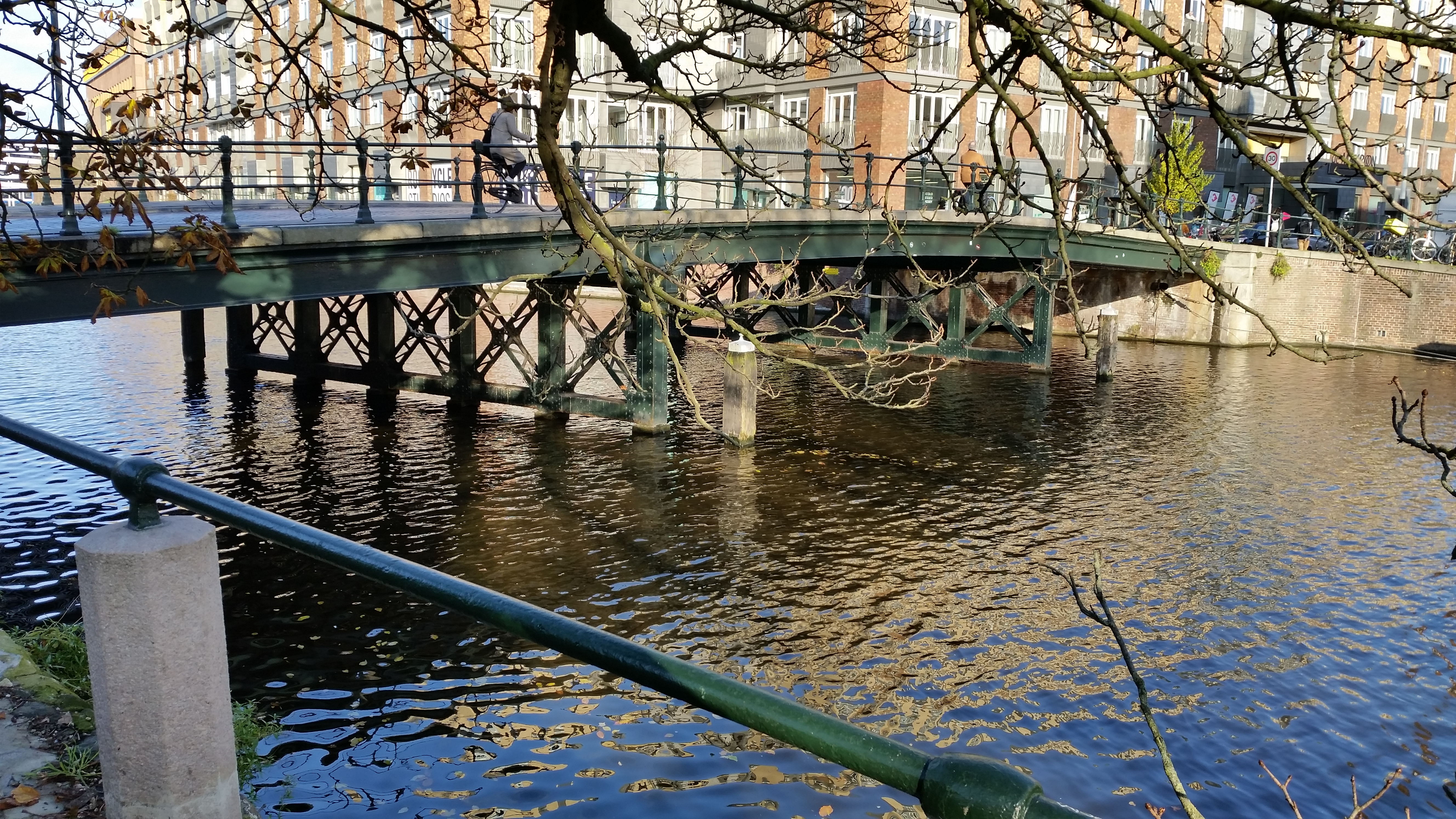
Brugpijlers (november 2019)
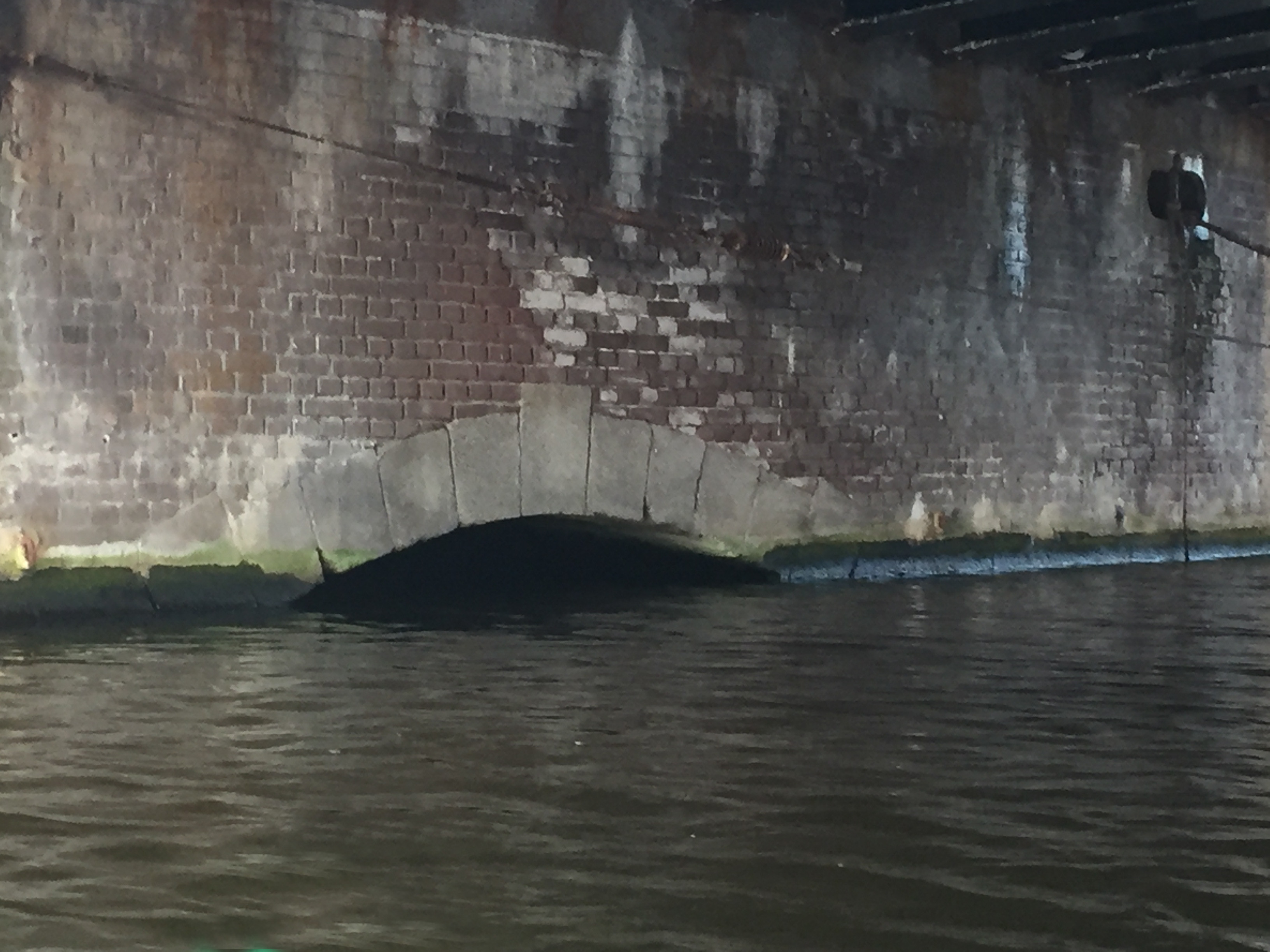
De duiker naar de Lijnbaansgracht onder de Koekjesbrug (april 2017)
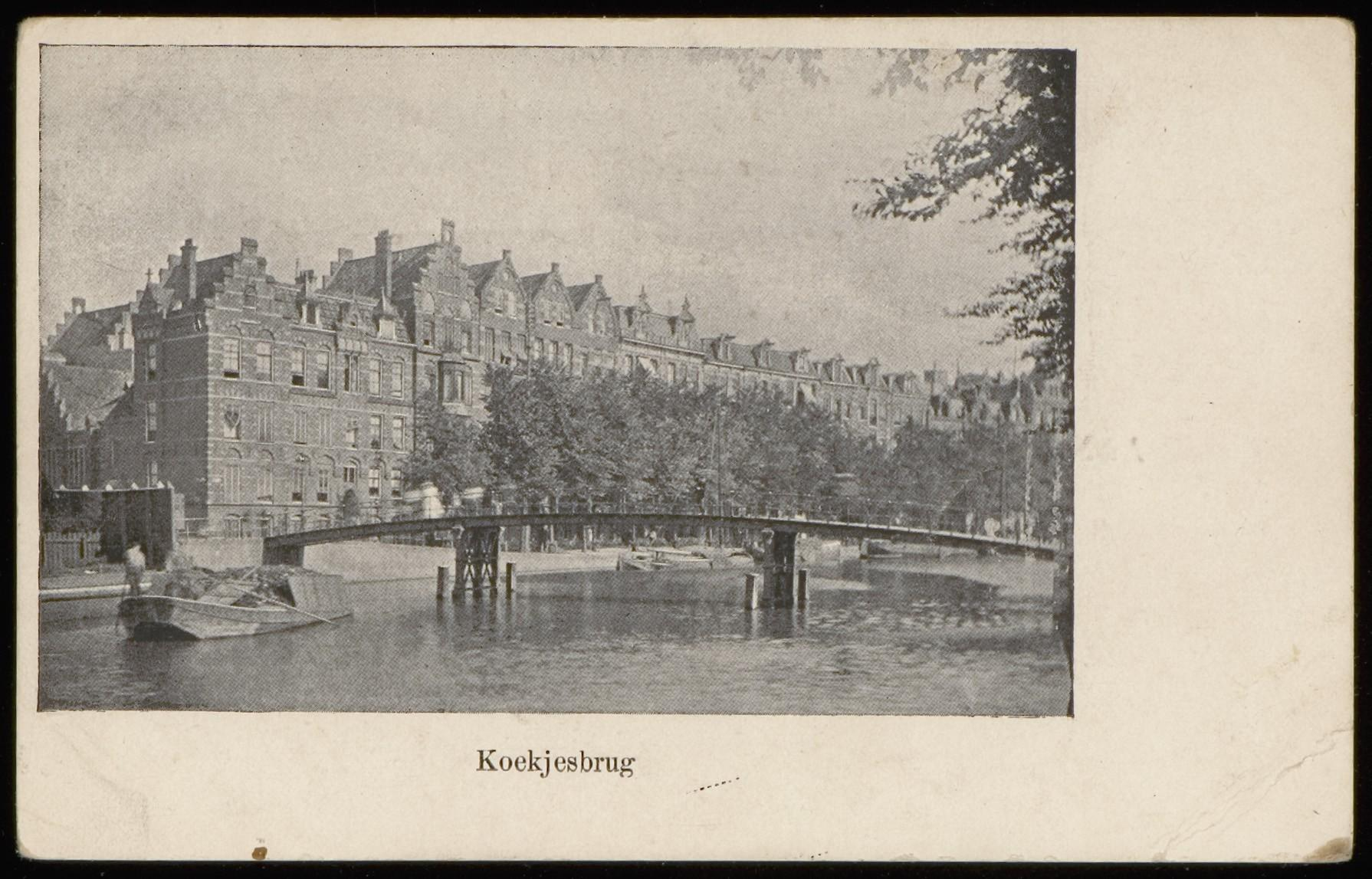
De voorgaande Koekjesbrug, rond 1900

<<< · 100 · 101 · 102 · 103 ·  105 · 106 · 107 · 108 · 109 ·  110 · 111 · 112 · 113 · 114 · 115 · 116 · 117 · 118 · 119 · 120 · 121 · 122 · 123 · 124 · 125 · 126 · 127 · 128 · 129 · 130 · 131 · 132 · 135 · 136 · 137 · 138 · 139 · 140 · 141 · 142 · 143 · 144 · 145 · 146 · 147 · 148 · 149 ·  150 · 151 · 152 · 155 · 156 · 159 · 160 · 161 · 162 · 163 · 164 · 165 · 166 · 167 · 168 · 169 ·  170 · 171 · 172 · 173 · 174 · 175 · 176 · 177 · 178 · 179 · 180 · 181 · 182 · 183 · 184 · 185 · 186 · 187 · 189 · 190 · 191 · 192 · 193 · 194 · 195 · 196 · 198 · 199 · >>>
Brugnummers 104, 133, 134, 153, 154, 157, 158, 188 en 197 zijn niet (meer) in gebruik.